# کونل اودنلامی
کونل اودنلامی (انگلیسی: Kunle Odunlami؛ زادهٔ ۳۰ آوریل ۱۹۹۱) یک بازیکن فوتبال اهل نیجریه است.
وی همچنین در تیم‌های ملی فوتبال نیجریه نیجر بازی کرده‌است.